# Banco de la Reserva de Malaui
El Banco de la Reserva de Malaui (en inglés: Reserve Bank of Malawi) es el banco central de Malaui. El gobernador actual es Dalitso Kabambe.

## Operaciones
El Banco Central de Malaui promueve una política de inclusión financiera y es miembro de la Alianza para Inclusión financiera. Es también uno del original 17 instituciones reguladoras para hacer compromisos nacionales concretos a inclusión financiera bajo la Maya Declaración Maya, durante el Foro Global 2011 celebrado en México.
El Banco Central de Malaui es la única institución autorizada para emitir el kuacha malauí, moneda que reemplazó a la libra malauí en 1971.